# 長谷川真優
長谷川 愛美（はせがわ まなみ、1994年1月19日 - ）は、日本の女優。東京都出身。旧芸名は長谷川 真優（はせがわ まゆ）。かつてはセントラル子供タレントに所属していた。趣味は読書、映画鑑賞。特技は茶道。

## 出演

### 映画
- 遠くの空に消えた（2007年、ギャガ・コミュニケーションズ・松竹） - 生徒 役

- 私だってするんです（2020年、東宝・株式会社カッシー） - 中村広子役

- 掟の門　続・掟の門（2021年、NI FILM）- 加藤真希子役

- 温泉シャーク（2024年、ニチホランド）[1]

### テレビドラマ
- 土曜ワイド劇場
  - 西村京太郎サスペンス「鉄道捜査官・大井川SL急行、密室展望車の殺意!黒衣の花嫁が遺したハイヒールの罠時刻表に仕掛けられた連続殺人」（2006年5月13日、テレビ朝日系） - 北沢由加里（少女時代） 役
  - 救急救命士・牧田さおり7（2010年5月1日、テレビ朝日系） - 野中奈緒美 役
- 生徒諸君!（2007年4月 - 7月、テレビ朝日系） - 野々村友利 役
- ドラマW「孤独の歌声」（2007年、WOWOW） - 富岡ゆりか 役
- 日本テレビ開局55年スペシャルドラマ「東京大空襲」（2008年3月17日・18日、日本テレビ系） - 中村典子 役
- 東京少女桜庭ななみ 第4話「小さな恋」（2008年、BS-i） - チヅル 役
- 大河ドラマ 篤姫 最終回（2008年12月、NHK） - 近衛泰子 役
- LOVE GAME 第3話（2009年5月7日、日本テレビ系） - 四条小百合（中学生時代） 役
- チャレンジド（2009年10月 - 11月、NHK） - 畑山優月 役
- チャレンジド〜卒業〜（2011年、NHK） - 畑山優月 役

### CM
- 須磨学園中学校・高等学校（2008年） - イメージキャラクター・中学校制服モデル（広告写真）
- NTT東日本「DENPO 2009 卒業篇」（2009年）
- JCB「SCOOP!JCB セキュリティ編」

(2022年)
- Tinder「一瞬で青春」(2022年)
- ゼリア新薬ハイゼリー顆粒EX「お疲れさんの日々」(2023年)
- サンスター文具 「metacil」(2023年)
- ほけんのぜんぶ 「一人で抱え込まないで、ほけんのぜんぶにぜ〜んぶ相談!」(2023年)
- Panasonic  LUMIX S5IIXコンセプトムービー「一度と会えないあなた」(2023年)
- BLUETTIAC60防水型のアウトドア用ポータブル電源(2023年)

### その他
- NHK高校講座 数学I（2012年4月 - 、NHKEテレ）

・栃木県真岡市移住定住PR動画「真岡エンパシー」彩乃役　(2022年2月)